# Tagelus adansonii
Tagelus adansonii is een tweekleppigensoort uit de familie van de Solecurtidae. De wetenschappelijke naam van de soort is voor het eerst geldig gepubliceerd in 1801 door Bosc.